# Ford Anglia
Ford Anglia är en serie personbilar, tillverkade av biltillverkaren Fords brittiska dotterbolag mellan 1939 och 1967.

## Ford 7Y (1938–39)
Ford 7Y var, tillsammans med den större systermodellen 7W, den första bil som konstruerats av brittiska Ford i Dagenham. 7Y introducerades hösten 1937 och var i praktiken en uppdatering av företrädaren Model Y, med ny kaross och bättre bromsar. Förutom en tvådörrars sedan byggdes även en liten skåpbil. När bilen uppgraderades 1939 fick den modellbeteckningen Anglia.

## E04A (1939–48)
Ford Anglia E04A introducerades veckorna före krigsutbrottet 1939. Det var en lätt modifiering av 7Y-modellen, med bland annat en ny kylarmaskering och rymligare bagagerum. 

## E494A (1948–53)
1949 presenterades den uppdaterade Ford Anglia E494A. Bilen hade nu fått körriktningsvisare och ännu en ny kylarmaskering, men den behöll sina fristående strålkastare och under skalet fanns fortfarande ett separat chassi med stela hjulaxlar upphängda i tvärliggande bladfjädrar och mekaniska bromsar.
Sedan 100E-modellen presenterats 1953 fortsatte E494A att tillverkas under namnet Ford Popular fram till 1959.

## 100E (1954–62)
1953 introducerades Ford Anglia 100E. Det var en helt nykonstruerad bil med självbärande kaross, individuell hjulupphängning fram med MacPherson fjäderben och hydrauliska bromsar. De enda komponenterna som följde med från företrädaren var den trötta men robusta sidventilsmotorn och den treväxlade växellådan. 1955 kompletterades utbudet med kombimodellen Ford Escort.

## 105E (1959–67)
1959 kom Ford Anglia 105E med en modern toppventilsmotor och fyrväxlad växellåda. Den nya karossen kännetecknades av att bakrutan lutade inåt, ett stildrag som hämtats från samtida Lincoln och Mercury. Sedanmodellen kompletterades från 1961 med en kombiversion. Bilen kallades "ledig lördag" i Sverige.

## 123E (1962–67)
1962 tillkom Ford Anglia Super 123E, med en större motor än 105E. Produktionen av de två Anglia-versionerna fortsatte fram till 1967, då de ersattes av Ford Escort.

## Bilder

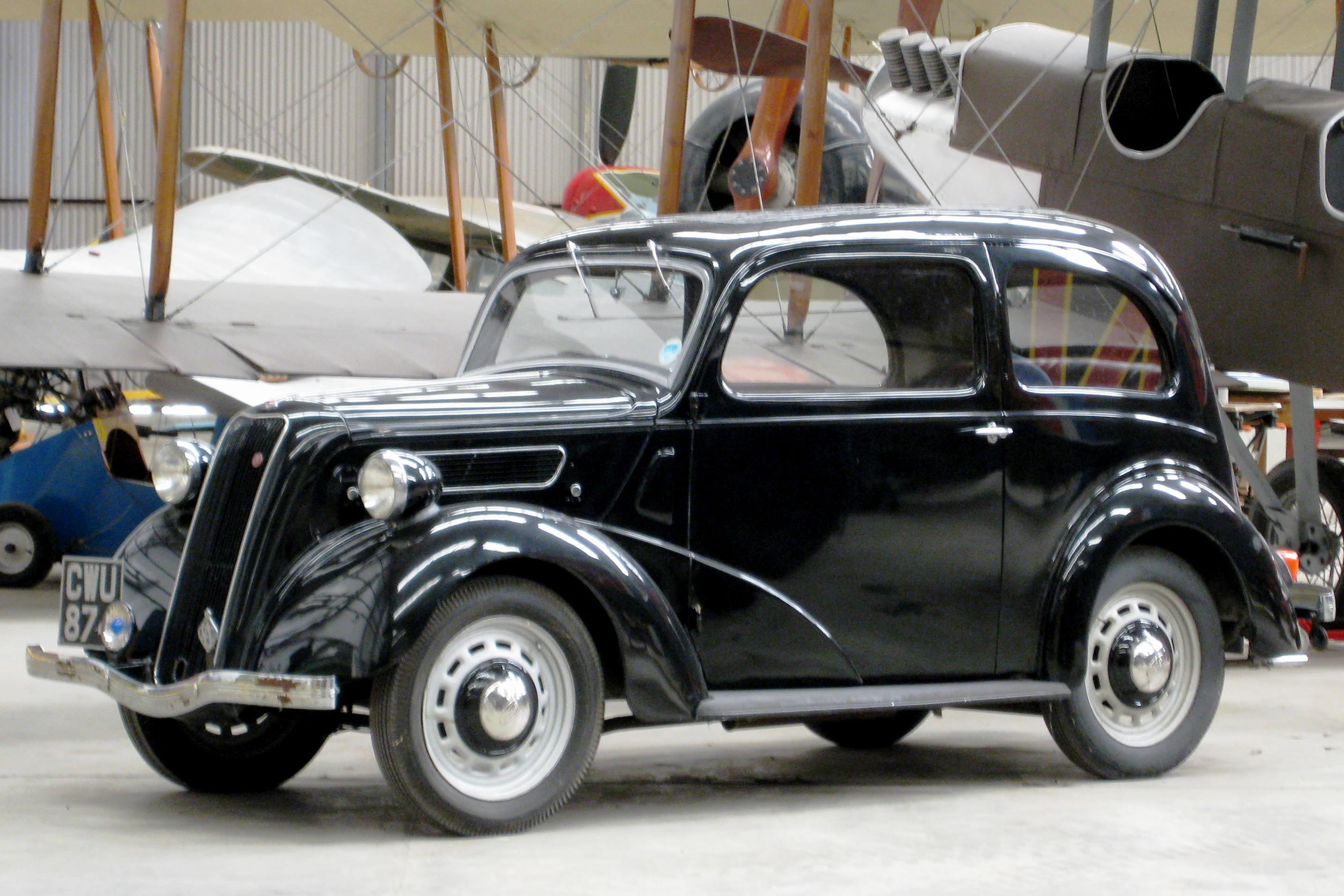
7Y
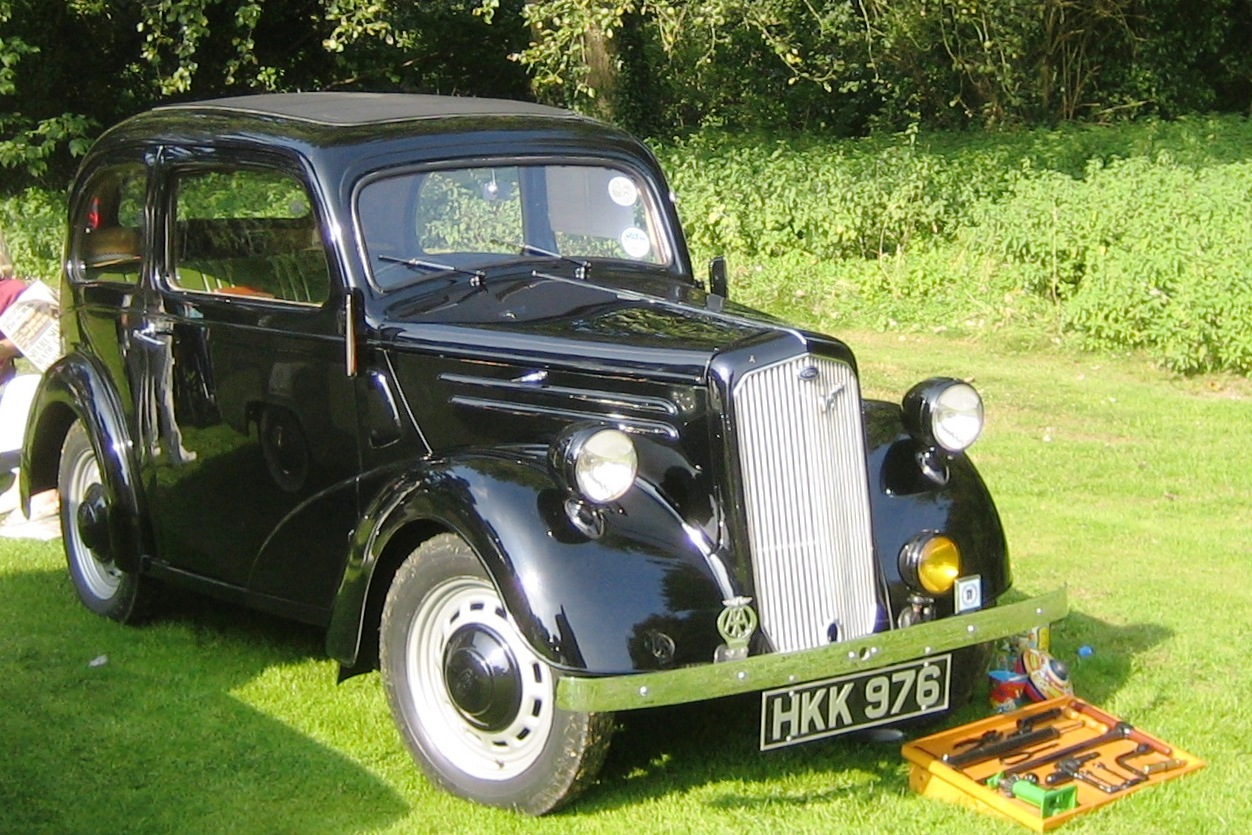
Anglia E04A
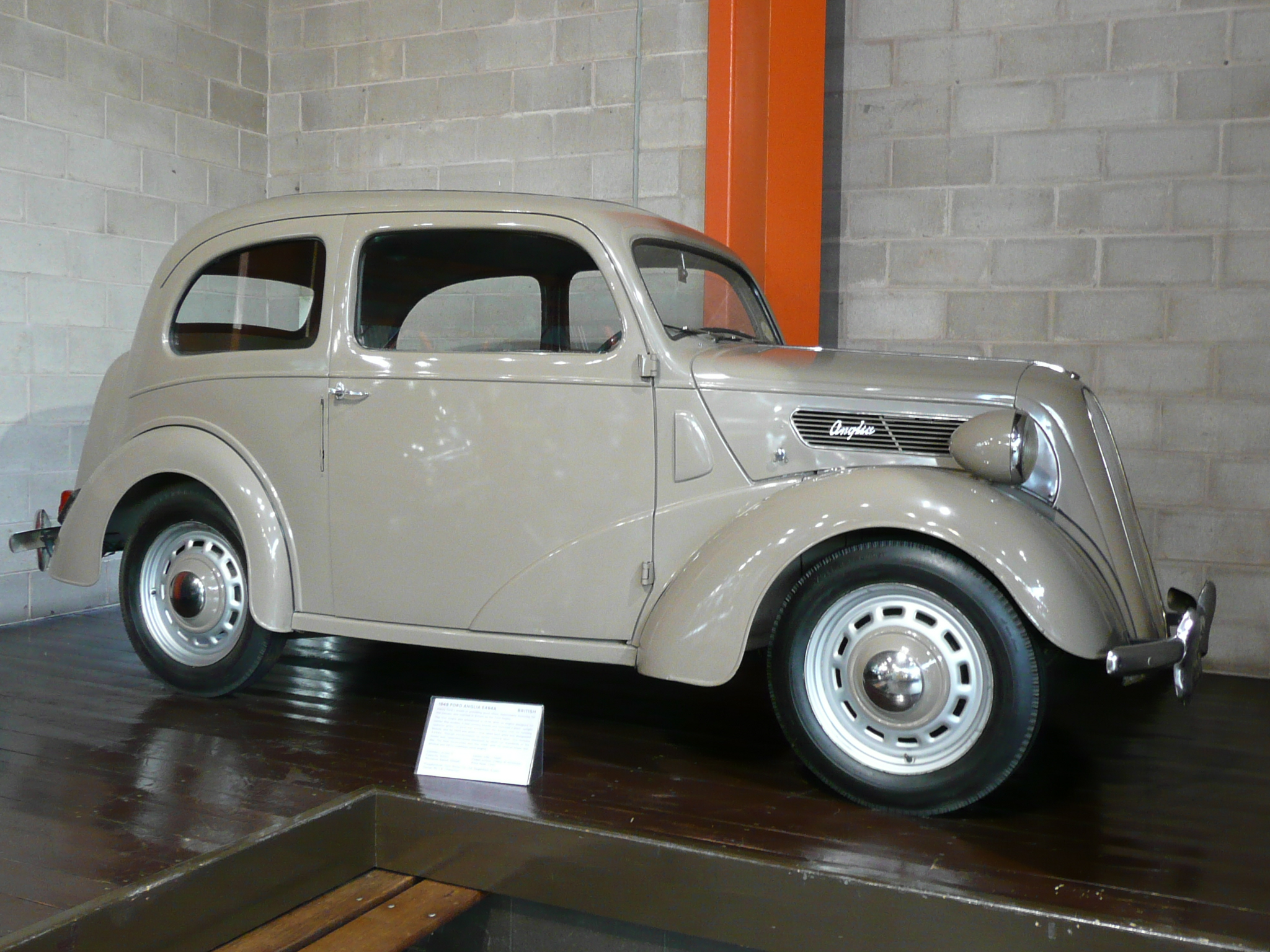
Anglia E494A
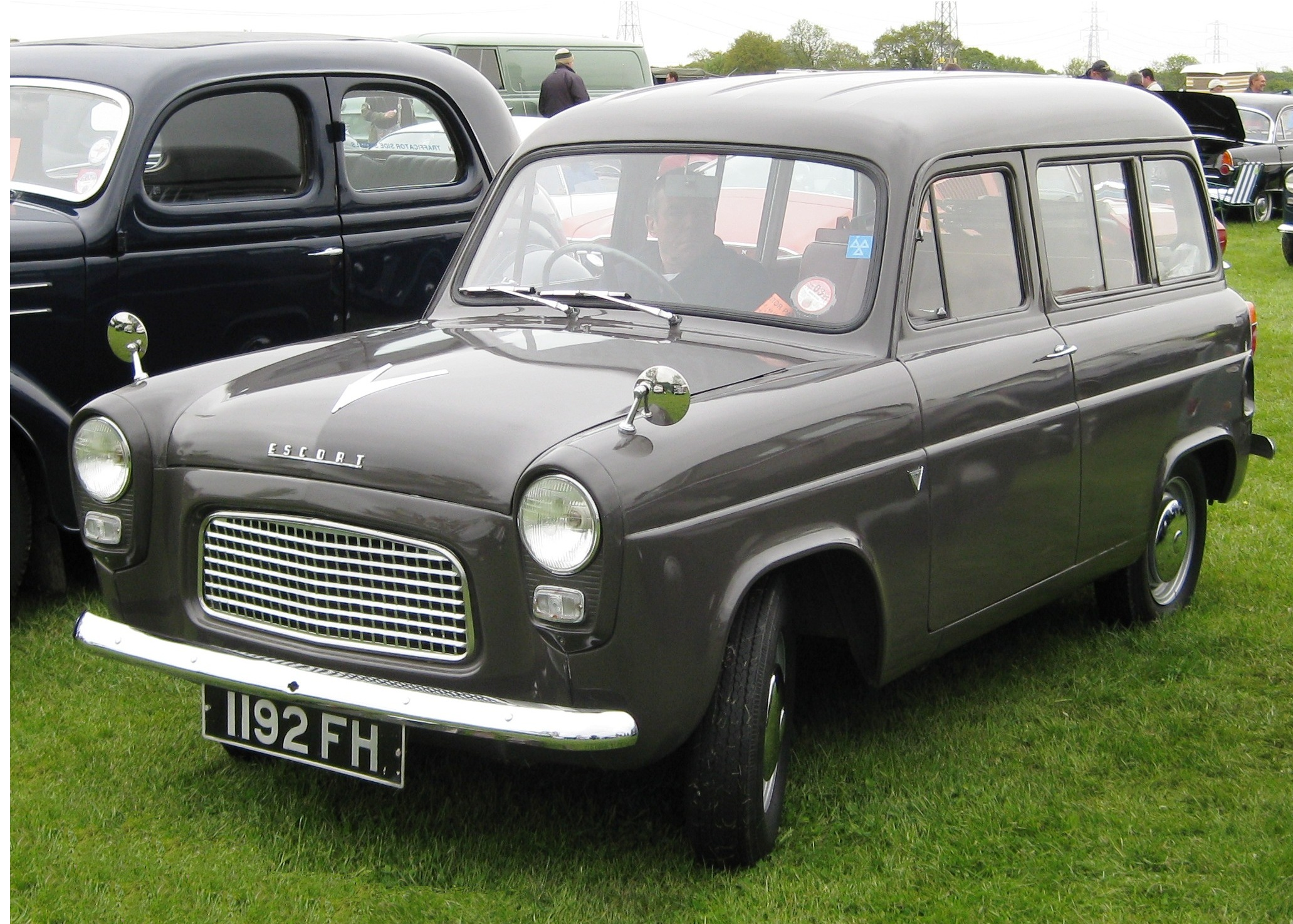
Escort